# Towle Glacier
Towle Glacier är en glaciär i Antarktis. Den ligger i Östantarktis. Nya Zeeland gör anspråk på området. Towle Glacier ligger 927 meter över havet.
Terrängen runt Towle Glacier är huvudsakligen kuperad, men norrut är den bergig. Terrängen runt Towle Glacier sluttar österut. Trakten är obefolkad. Det finns inga samhällen i närheten.